# 鄭古愛
鄭古愛（？—1649年），字子遺，武昌府江夏縣人，明朝、南明政治人物。

## 生平
鄭古愛自歲貢出身，擔任章曠的監紀推官，辦事純熟干練，和余鵾起齊名；當時粵東鹽糧稅餉都由他監管。永曆初年，堵胤錫上奏讓他遷任御史，監督王進才、馬進忠、楊國棟、牛萬才軍隊；馬進忠在麻河戰鬥，他手執長矛跳上馬背，首先衝往敵方陣營，打敗敵軍。鄭古愛曾和馬蛟麟有交情，馬蛟麟為清軍守衛辰州時他秘密用蠟書招攬效命；但毛壽登對此感顧忌，故而激發堵胤錫強行要求他進入四川，最終馬蛟麟沒有投誠。後來他升任僉都御史，在永曆三年（1649年）受命和太監秦宗文到辰州、常州再次招攬馬蛟麟，走到平樂時去世。

## 引用
1. 1 2  錢海岳《南明史·卷六十一·列傳第三十七》：鄭古愛，字子遺，江夏人。以歲貢為章曠監紀推官。幹濟明練，與余鵾起齊名。時粵東鹽，稅之充餉，命監其事。永曆初，堵胤錫奏遷御史，監王進才、馬進忠、楊國棟、牛萬才軍。進忠戰麻河，古愛執矛躍馬，首衝敵營，大破之。
2. ↑  錢海岳《南明史·卷三·本紀第三》：（永曆三年正月）丁卯，……僉都御史鄭古愛招降將馬蛟麟辰、嘗。
3. ↑  錢海岳《南明史·卷六十一·列傳第三十七》：古愛故與馬蛟麟善，至是蛟麟為清守辰州，古愛以蠟書招之，剋期效命。而毛壽登忌古愛收蛟麟，因激胤錫，強古愛同入蜀，蛟麟遂不降。久之，擢僉都御史，命與太監秦宗文出辰、嘗，再招蛟麟。行次平樂卒。